# En kärleksaffär (film)
En kärleksaffär (engelsk titel A Love Affair) är en svensk kortfilm som hade premiär 8 november 2002. Filmen nominerades till en Guldbagge. Den var tillåten från sju år.

## Handling
Anna och Måns lever i ett förhållande på nedåtgående. I ett försök att nå en förändring bestämmer de sig för att gå på restaurang. Måns inväntar nervöst barnvakten. När kvällen är slut är ingenting sig likt.

## Rollista
- Pernilla August - Anna
- Jakob Eklund - Måns
- Carina Jingrot - Lotten
- Magnus Krepper - Jonas
- Mona Malm - Marianne
- Özz Nûjen - Achnan

## Musik
I En kärleksaffär används fyra låtar av Fireside: "Big Blue Elephant", "Silver Muscle Car", "A Week at the Most" och "Not in My Palace". Samtliga är skrivna av Pelle Gunnerfeldt och Kristofer Åström, förutom "Not in My Place" som enbart är skriven av Åström.

## Mottagande
Kulturtidskriften Café Créme gav betyget 3/5. Recensenten Lydia Duprat skrev: ”En kärleksaffär är en oerhört välspelad film som skildrar ett växande avstånd mellan två makar, det avstånd som följer på bristande kommunikation dem emellan."

### Fotnoter
1. 1 2  ”En kärleksaffär”. Svensk Filmdatabas. http://www.sfi.se/sv/svensk-filmdatabas/Item/?itemid=48460&type=MOVIE&iv=Basic. Läst 19 maj 2012.
2. ↑  ”En kärleksaffär - musikstycken”. Svensk Filmdatabas. Arkiverad från originalet den 4 februari 2014. https://web.archive.org/web/20140204055511/http://www.sfi.se/sv/svensk-filmdatabas/Item/?itemid=48460&type=MOVIE&iv=Music. Läst 19 maj 2012.
3. ↑  Duprat, Lydia. ”En kärleksaffär”. Café Créme. Arkiverad från originalet den 24 juni 2017. https://web.archive.org/web/20170624162031/http://www.cafecreme.se/film/enkarleksaffar.shtml. Läst 19 maj 2012.